# Stendhal
Stendhal, pseudoniem van Marie-Henri Beyle (Grenoble, 23 januari 1783 – Parijs, 23 maart 1842) was een 19e-eeuwse Franse romantische schrijver die in zijn werk zowel romantische als realistische invloeden verenigde. Zijn bekendste romans zijn Le Rouge et le Noir, Lucien Leuwen en La Chartreuse de Parme, die alle drie autobiografische elementen bevatten. De hoofdfiguren vertonen karakteristieken van Stendhal zelf. Zijn romans worden gekenmerkt door een vrij droge, korte stijl, mede door het feit dat Stendhal gekant was tegen elke vorm van literaire bladvulling. Het realisme in Stendhals romans uit zich dan ook niet door uitvoerige beschrijvingen zoals bij Honoré de Balzac, maar eerder in het feit dat Stendhal zich voor het basisgegeven van zijn verhaal baseerde op een waargebeurd feit (wat hij bestempelde als "être vrai"). In de meeste romans staat het thema van de liefde centraal en meer bepaald het procedé van verliefd worden, wat hij heeft omschreven als "kristallisatie".

## Biografie

### Jeugd
Stendhal werd geboren te Grenoble, rue des Vieux Jésuites (tegenwoordig: rue Jean-Jacques Rousseau) in een gegoede royalistische familie die behoorde tot de lokale burgerij. Zijn vader, Chérubin Beyle, was advocaat bij het Gerechtshof van de Dauphiné. Henriette Gagnon, Stendhals moeder, die hij aanbad, overleed op 23 november 1790, wat een grote indruk op hem maakte. Vanaf dat moment werd hij opgevoed door zijn vader, zijn tante en, vanaf 1792, zijn leermeester, abbé Raillane. Stendhal verdroeg deze voogdij slecht en had een onprettige jeugd in een saaie provinciestad. Zijn enige vriendin was zijn jongere zus Pauline.
Uiteindelijk zocht hij zelfs zijn toevlucht bij zijn grootvader van moederskant, dokter Gagnon. Deze liet hem kennismaken met de ideeën van vrijheid van de filosofen van de verlichting en bijgevolg die van de Franse Revolutie, waarvan Stendhal een zeer gepassioneerd toeschouwer was. Hij verzette zich tegen zijn conformistische en formeel-christelijke familie en studeerde vanaf 1796 wiskunde aan de École Centrale de l'Isère te Grenoble. Stendhal zocht zijn toevlucht in de rechtlijnige wiskunde. Op school werd hij beïnvloed door republikeinse en antiklerikale denkbeelden en werd hij ook aanhanger van de sensualistische filosofie van de School van Condillac. In oktober 1799 ging Stendhal naar Parijs om toelatingsexamen voor de École polytechnique te doen. Hij zag daar echter van af en werd dankzij zijn neef, graaf Pierre Daru, aangesteld bij het ministerie van Oorlog. In mei 1800 ging hij in dienst bij het Italiaanse leger van Napoleon. Zo ontdekte hij tot zijn grote genoegen Italië en met name Milaan.

### Carrière in het leger

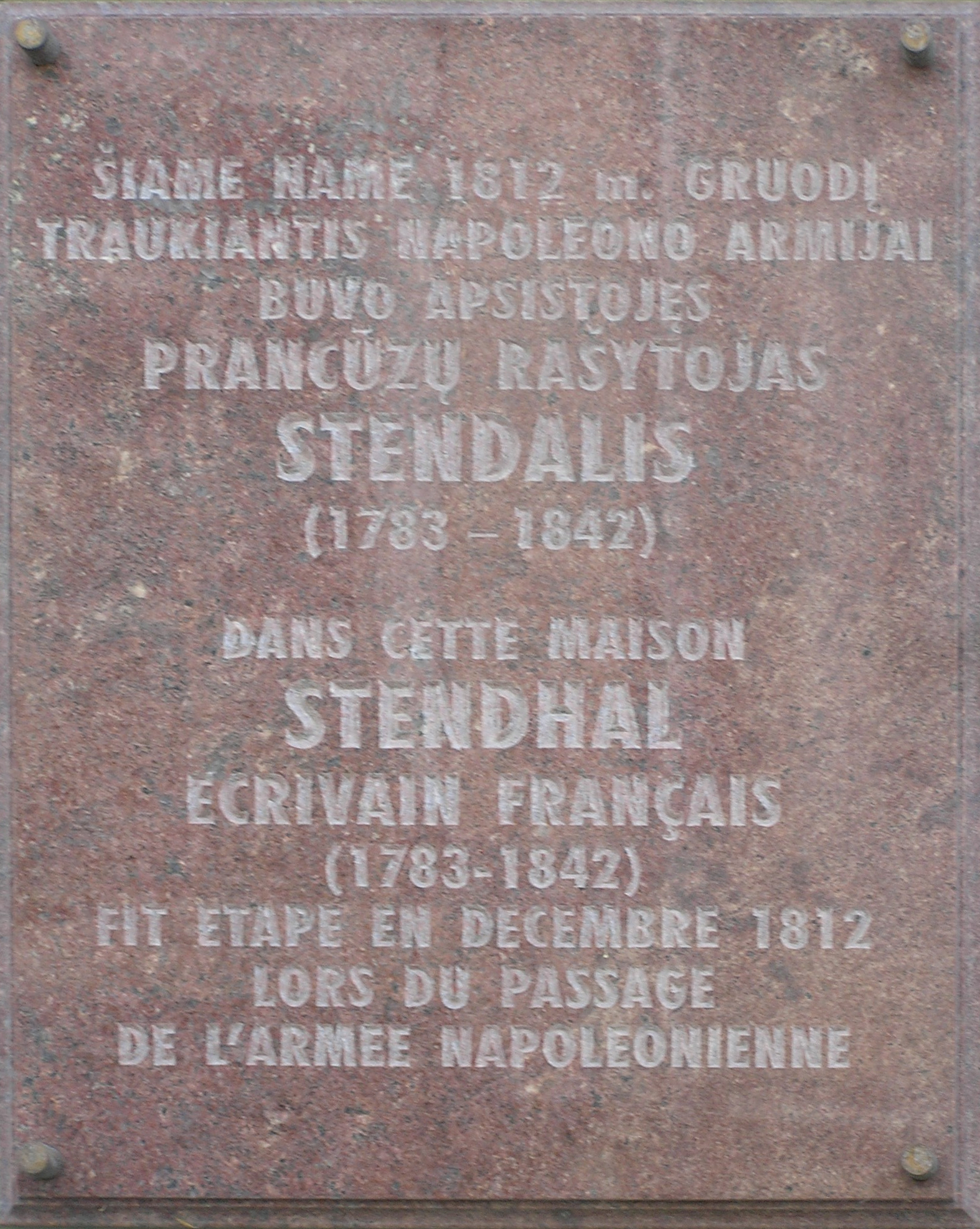
Herdenkingsplaat van Stendhals verblijf in Vilnius in 1812 tijdens de veldtocht van Napoleon

Het legerbestaan begon Stendhal echter al gauw te vervelen en in 1802 nam hij ontslag. Hij keerde terug naar Parijs om zich daar met zijn nieuwe zakelijke en literaire ambities bezig te houden. Hij bezocht het Théâtre-Français, waar hij de jonge actrice Mélanie Guilbert ontmoette. In 1805 volgde hij haar naar Marseille om er een makelaarskantoor en een handel in koloniale voedingswaren te beginnen. Door gebrek aan motivatie werd dit geen groot succes. Ook zijn literaire aspiraties leidden tot niets.
Hij keerde terug naar Parijs en ging, opnieuw met steun van zijn neef Pierre Daru, in staatsdienst, ditmaal in de huishoudelijke dienst van het leger, het Grande Armee van de keizer. Hij oefende zijn functie uit in Brunswijk als militair administrateur en vanaf 1809 in Oostenrijk. De winstgevende baan als leverancier van het leger zorgde ervoor dat hij een leven als dandy kon leiden. Bij zijn terugkeer naar Parijs in 1810 werd Stendhal benoemd tot auditeur bij de Raad van State (Conseil d’État) en iets later tot inspecteur van de roerende goederen en gebouwen van de Kroon. In augustus 1811 vertrok hij weer naar Milaan. Tijdens zijn eerste verblijf in de stad werd hij de minnaar van Angela Pietragua, een jongedame die hij al in 1800 had leren kennen. In 1812 werd Stendhal opgeroepen voor het leger van de keizer en nam hij deel aan Napoleons veldtocht naar Rusland. Zo was hij in augustus 1812 getuige van de brand die Moskou verwoestte. De uiteindelijke nederlaag van Napoleon in 1814 liet Stendhal berooid en zonder baan achter.

### Beginnende schrijverscarrière
Stendhal verhuisde daarop weer naar Milaan. Tijdens Napoleons korte terugkeer naar Frankrijk schreef Stendhal zijn eerste werk Vie de Haydn, de Mozart et de Métastase onder het pseudoniem Louis César Alexandre Bombet. De jaren daarna reisde Stendhal door Italië en bezocht hij de grote kunststeden. In Milaan nam hij deel aan het mondaine leven en ging hij vaak naar La Scala. Hij werd tijdens deze periode ook verliefd: op Matilde Viscontini, de echtgenote van generaal Dembowska, die hem echter afwees. In 1817 publiceerde hij Histoire de la peinture en Italie en vervolgens Rome, Naples et Florence en dat onder het pseudoniem Stendhal.
Doordat hij vaak vertoefde in liberale kringen kwam Stendhal in 1821 onder de groeiende verdenking van de Oostenrijkse politie te staan, die hem uiteindelijk beschuldigde van spionage en sympathie voor de carbonari, een geheim politiek genootschap in Italië. Uiteindelijk werd Stendhal gedwongen om Milaan te verlaten en in juni 1822 naar Parijs terug te keren.

### Schrijver in Parijs
Stendhal was nu verplicht om in zijn dagelijks brood te voorzien met zijn schrijverswerk aangezien hij de erfenis van zijn vader er had doorgejaagd. Hij publiceerde De l’Amour in 1822 als een soort dagboek van zijn liefde voor Matilde Viscontini, samen met enkele overpeinzingen over de liefde zelf. In 1823 verschenen La Vie de Rossini en Racine et Shakespeare, een verdediging van de Romantiek. Hiermee nam Stendhal deel aan de strijd tussen de klassieken en de romantici. Stendhal schreef eveneens een kroniek van de artistieke gebeurtenissen van zijn tijd in de krant Le Journal de Paris. Daartoe bezocht hij de salons van de Franse hoofdstad. Zo bouwde hij een vriendschap op met de schilder Eugène Delacroix.
Stendhals liefdesleven was tijdens deze jaren zeer actief. In 1824 begon hij een relatie met gravin Clémentine Curial, daarna met Alberthe de Rubempré en vervolgens met Giulia Rinieri. Hij was een groot rokkenjager en een dandy.
Op 43-jarige leeftijd, in 1826, schreef Stendhal zijn eerste roman Armance. Deze roman werd in 1827 gepubliceerd, twee jaar later gevolgd door Promenades dans Rome. Op 15 november 1830 publiceerde hij Le Rouge et le Noir (Het rood en het zwart), waarin hij een beeld schetst van een periode via het relaas van het leven van een ambitieuze jongeman, Julien Sorel. De roman behaalde echter niet het verwachte succes.

### Nieuwe politieke carrière
Bij aanvang van de Julimonarchie begon ook voor Stendhal een nieuwe politieke carrière, die hij, deels uit geldnood, aannam. Koning Louis-Philippe benoemde hem tot Consul van Frankrijk te Triëst. De Oostenrijkse overheid (met o. a. Metternich) was Stendhals verleden onder het Keizerrijk en zijn liberale ideeën echter nog niet vergeten en weigerde hem een exequatur (i. e. de goedkeuring door een regering van een consul). Stendhal werd daarop naar Civitavecchia gestuurd, in de Kerkelijke Staat. Hoewel Rome dichtbij lag, kon de stad hem toch niet bekoren. Om zijn verveling tegen te gaan, begon Stendhal opnieuw te schrijven, bezocht hij de Italiaanse bibliotheken en maakte hij reizen naar het Zuiden van Frankrijk en Parijs. De meeste van zijn werken bleven echter onvoltooid, zoals Souvenirs d’égotisme, Lucien Leuwen uit 1834 en Vie de Henry Brulard uit 1835.
Stendhal ontving toen een verlof van drie jaar van Adolphe Thiers, die net was benoemd tot minister van Buitenlandse Zaken. Stendhal keerde terug naar Parijs in 1836 en ging wonen in de rue Caumartin. Hij nam opnieuw deel aan het leven van de Parijse beau monde en vond er inspiratie voor zijn werk. Stendhal bezocht de literaire salons van o. a. Destutt de Tracy en madame Ancelot. Hij publiceerde in 1839 Le Chroniques italiennes, waarvoor hij inspiratie had gehaald uit manuscripten van de bibliotheek van Civitavecchia en Mémoires d’un touriste, na een reis naar Engeland. In 1839 verscheen La Chartreuse de Parme (De kartuize van Parma), dat hij naar verluidt in 52 dagen geschreven zou hebben. Daarna kwam nog L’abbesse de Castro uit. In 1839 werd Stendhal weer verplicht zijn ambt in Italië op te nemen. Daar vernam hij o. a. de publicatie van een lovend artikel over hem van de hand van Balzac, gepubliceerd in La Revue parisienne. Ondanks dit artikel en het verschijnen van zijn laatste werken, bleef Stendhal een weinig bekende schrijver.

### Levenseinde

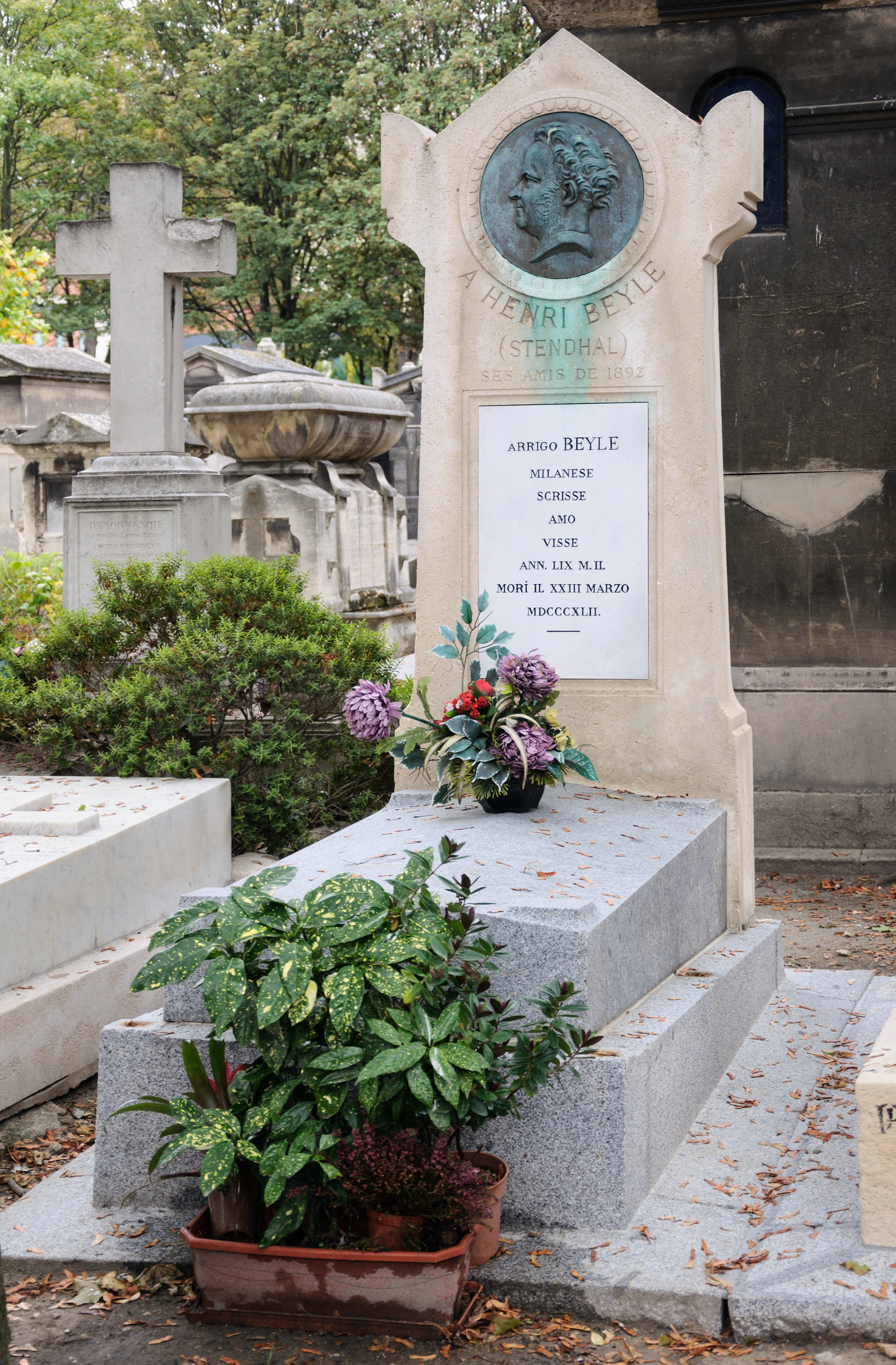
Graf van Stendhal op het kerkhof van Montmartre

Bij het beginnen van zijn werk Lamiel werd Stendhals gezondheid slechter. Op 15 maart 1841 werd hij getroffen door een beroerte. Hij verliet Civitavecchia en keerde terug naar Parijs om er verzorgd te worden. Een jaar later, op 22 maart 1842, tijdens een wandeling, werd hij opnieuw getroffen door een beroerte. Hij stierf in de nacht van 23 maart, om twee uur ’s ochtends in zijn huis in Parijs, zonder nog bij kennis geweest te zijn. Hij werd begraven op het kerkhof van Montmartre.
Stendhal zou pas het grote succes dat hij zocht na zijn dood behalen. Zo werd de hoop die hij had neergeschreven om in 1935 nog gelezen te worden toch nog waarheid.

## Pseudoniem
- Henri Beyle ontleende zijn pseudoniem Stendhal aan de Duitse stad Stendal, de geboorteplaats van Johann Joachim Winckelmann, die hij zeer bewonderde. Stendhal had een tijd in de stad verbleven als soldaat van Napoleon en had er een affaire met Wilhelmine von Griesheim.
- Georges Perec merkte op dat Stendhal zijn pseudoniem had gekozen, omdat het een anagram was van Shetland. Het is echter goed mogelijk dat Perec deze verklaring heeft verzonnen.

## Werk

### Kritieken en essays
Stendhal heeft een hele reeks essays op zijn naam staan. In deze werken behandelt hij alle onderwerpen die hem passioneren: politiek, de liefde, de kunst, … Hij mengt anekdotes met overpeinzingen en persoonlijke opmerkingen.
Racine et Shakespeare, de verdediging van de Romantiek tegen de traditionele, koude regels van het classicisme, kan beschouwd worden als het eerste romantische manifest. De l’Amour, over zijn liefde voor Matilde Viscontini, was waarschijnlijk Stendhals favoriete essay. Het is een rationele analyse van de romantische passie. Deze mengeling – of spanning – van analyse en romantiek is ook typisch voor Stendhals romans.
Stendhal was een grote muziekliefhebber. Hij hield in het bijzonder van Cimarosa, Mozart en Rossini. Aan de laatste twee wijdde hij ook een biografie, die vandaag de dag meer worden gewaardeerd omwille van de muziekkritiek dan omwille van de historische correctheid.

#### Kristallisatie
In zijn essay De l’Amour, dat hij als zijn belangrijkste werk beschouwde, vergelijkt Stendhal het begin van de liefde met het ontstaan van een zoutkristal in een oververzadigde oplossing of damp. Deze crystallisation bestaat erin dat onze verbeelding de waarde van de beminde overdrijft.
Stendhal vergeleek het kristallisatieproces met een reis van Bologna naar Rome, waarbij Bologna onverschilligheid voorstelt en Rome staat voor perfecte liefde. In Bologna staan we nog onverschillig tegenover de persoon op wie we verliefd gaan worden en gaan we de waarde van die persoon nog niet overdrijven. De kristallisatie is dus nog niet begonnen. Met de reis begint ook de liefde. Het vertrek heeft echter niets te maken met iemands eigen wil, integendeel, het is een instinctief moment. Men doorloopt de volgende stappen:
1. Bewondering.
2. Men merkt hoe leuk het is om een kus te geven en te ontvangen.
3. Hoop.
4. De liefde is geboren. Men heeft er plezier in de beminde te zien en te horen, dichtbij te zijn.
5. Dan treedt de kristallisatie op, waarbij men de beminde duizenden perfecte eigenschappen toedicht.

De liefde is altijd zeer belangrijk geweest in Stendhals leven. Zo schreef hij zelfs: "L’amour a toujours été pour moi la plus grande des affaires et plutôt la seule." (Vertaling: De liefde is voor mij altijd de belangrijkste zaak geweest en zelfs de enige.)
Stendhal legde deze kristallisatie uit aan de hand van een anekdote: "wanneer men een tak in een zoutmijn in Salzburg gooit, zullen zich daar na verloop van tijd duizenden zoutkristallen als diamanten op vormen zodat men de oorspronkelijke tak niet meer herkent. Zo is de kristallisatie in de liefde ook het toeschrijven van volmaaktheden aan de beminde."

### Autobiografische werken
Vanaf zijn jeugd hield Stendhal zijn Journal bij, waarin hij zich voortdurend vragen stelde over zijn leven, de keuzes de hij maakte en zijn liefdesleven. Ook andere werken, zoals Souvenirs d’égotisme en Vie de Henry Brulard (waarvan de initialen H. B. niet toevallig dezelfde zijn als die van Henri Beyle) zijn autobiografisch.
Stendhal kantte zich tegen het egoïsme van bepaalde schrijvers die er enkel op uit zijn om mooie zinnen te schrijven, als nutteloze versiersels om zich zo te laten opmerken. Dit verweet hij bijvoorbeeld aan schrijvers als Chateaubriand en Villemain. Stendhal heeft het daarentegen over egotisme, een oprechte zoektocht naar de waarheid waarbij hij echt wil tonen wat in zijn hart omgaat. Het egotisme is een cultus van het eigen ik die erop gericht is de spontane gevoelens te beheersen. Dit individualisme wordt soms ook beylisme genoemd, een filosofie die zich uitte in 2 takken: le présent (Beyle die aanwezig is in zijn werk) et l'absent (Beyle die kritiek geeft op de personages en hun emoties beoordeelt). Stendhal weet zijn autobiografische werken met een zekere afstand te schrijven en gekleurd met ironie, alsof het niet om hemzelf, maar om een personage ging waarvan hij alle geheimen kent.
Ook de Stendhaliaanse helden gaan op zoek naar verfijnde en ongekende gevoelens zonder zich te laten tegenhouden door maatschappelijke of religieuze vooroordelen of conventies. Zij zullen deze hoogstens voor zichzelf gebruiken, om te voorkomen dat ze er het slachtoffer van worden. Zij nemen als het ware een aristocratische houding aan waarbij zij hun wil aan de anderen opleggen.
Vele van zijn (autobiografische) werken zijn onafgewerkt en zijn vaak vergezeld van notities en tekeningen, alsof hij elke dag annotaties plaatste. Zijn Journal verraadt zelfs zijn manie om alles over alles te vertellen, tot de kleur van zijn dassen toe.
De bedoeling achter Stendhals autobiografische werk is verschillend van die van Rousseau (zelfrechtvaardiging en wegnemen van schuldgevoel) of die van Chateaubriand (verheerlijking). Stendhal doorgrondt zijn leven met doorzicht en analyseert de momenten waarop zijn passies dreigen zich meester van hem te maken.

### Romans
Stendhal maakt van de roman een instrument waarmee hij zijn personages scherp analyseert. Daarmee kondigt hij het realisme in de romantische periode aan. Hij beschouwt de roman als een spiegel: "un roman, c’est un miroir que l’on promène le long d’un chemin" (een roman is een spiegel die men langs een weg laat glijden). De meeste van zijn werken zijn dan ook een historische en sociale afspiegeling van zijn tijd.
Stendhal creëert een wereld waarin de hoofdfiguur op zoek is naar geluk. Deze hoofdfiguur staat tegenover een vijandige wereld die hij moet veroveren. Hij moet zich geleidelijk ontdoen van zijn illusies om uiteindelijk te weten te komen wat hem echt bezielt. De Stendhaliaanse held spot met de hypocrisie, met het fatsoen en met de verstikkende moraal. Hij geeft niet op en weigert datgene wat hij verlangt op te geven. Hij kan enkel zichzelf zijn in een select gezelschap, bij mensen die hem begrijpen. Voor de rest moet hij een masker dragen in een schijnheilige wereld. Stendhal zorgt ervoor dat de lezer als het ware de medeplichtige van die zoekende hoofdfiguur wordt. De held is een ambitieus persoon, die zijn wil tot uitvoering zal brengen. Hij is erop gebrand om zijn leven passioneel te leven en de wereld te veroveren. Meer dan macht zoekt de held naar een fortuin dat het hem mogelijk zal maken om vrij te zijn, te leven boven de vooroordelen en te ontsnappen aan de melancholie.
Die Stendhaliaanse held kan men perfect terugvinden in de hoofdfiguren van Stendhals twee belangrijkste romans: Le Rouge et le Noir (Julien Sorel) en La Chartreuse de Parme (Fabrice del Dongo). Julien Sorel wil het kost wat het kost maken in de wereld en aarzelt daarbij tussen het leger (le rouge) en de kerk (le noir). Fabrice del Dongo daarentegen vergeet de kleinburgerlijkheid en stelt zich open voor de charmes van het leven, zelfs in de gevangenis. Sorel is een voorbeeld van een pessimistische visie op de wereld én op Stendhal zelf, Fabrice die van een optimistische. Beiden zijn echter gepassioneerd door hun doel en weigeren zich over te geven aan middelmatigheid en afhankelijkheid.
Stendhals romans zijn meestal gebaseerd op de brutale werkelijkheid, een nieuwsfeit, wat overeenkomt met zijn devies: être vrai (echt zijn). Zo is zijn roman Le Rouge et le Noir geïnspireerd op een waargebeurd verhaal uit de Gazette des Tribunaux, over een intelligente arbeidersjongen, Antoine Berthet, die gouverneur was geworden van de kinderen Michoud en een relatie had aangeknoopt met de moeder. Later schoot hij in de kerk te Brangues op zijn maîtresse. Hij kreeg de doodstraf.
La Chartreuse de Parme is gebaseerd op een Italiaanse kroniek uit de Renaissance.
Het schetsen van een juist tijdsbeeld (historiciteit) speelt een belangrijke rol in Stendhals romans. Daarop wijzen de ondertitels van zijn twee grootste romans. Le Rouge et le Noir heeft als ondertitel "Chronique de 1830" en La Chartreuse de Parme draagt de ondertitel "Chroniques italiennes".
Le Rouge et le Noir beschrijft in zijn eerste deel de neergang van de liberalen in de provincie tijdens de Restauratie en in het tweede deel de nietigheid van de uiterst rechtse royalisten te Parijs.
Lucien Leuwen speelt zich tijdens de Julimonarchie deels af in Nancy, waar de titelheld tweede luitenant bij een cavalerieregiment is, deels in Parijs waar hij secretaris van de minister van Binnenlandse zaken is geworden.
La Chartreuse de Parme verhaalt de Franse bezetting van Milaan en het streven naar vrijheid dat deze bezetting gevoed heeft.
Toch zijn historiciteit en zedenschildering niet het eerste doel van Stendhal. Hij wil vooreerst beschrijven en analyseren hoe het menselijk hart werkt. Hier blijkt nog maar eens hoe belangrijk het essay De l’Amour is voor het begrijpen van Stendhals romans. Hij past op de hartstochten een positivistische onderzoeksmethode toe. Het kristallisatieproces is eveneens in zijn romans terug te vinden.
Stendhals romans zijn steeds autobiografisch getint. Het autobiografische zit hem echter niet in de gebeurtenissen, maar wel in de hoofdpersonages, die qua karakter en idealen aan Stendhal herinneren. In tegenstelling tot Chateaubriand en Constant schrijft Stendhal geen intieme romans in de eerste persoon, maar in de derde persoon, waardoor hij afstand neemt van een autobiografische bekentenis.

## Stijl
- Stendhal staat bekend om zijn scherpe analyse van de psychologie van zijn personages. Hij is samen met Honoré de Balzac een van de prominente en vroege beoefenaars van de realistische stijl. Zijn werk vertoont vaak een mengeling van romantische en realistische aspecten. Men zou hem dus een romantische realist kunnen noemen.
- Stendhal is echter geen volledig romantische schrijver, omdat hij de naïeve nervositeit en de ongegronde opvliegendheid van een romantisch schrijver verwerpt. Aan de andere kant brengt hij het realisme nog niet zo ver als Balzac. Balzac is vaak uitputtend in zijn beschrijvingen, terwijl Stendhal zich beperkt tot kleine, rake feitjes, bedoeld om een realistisch effect te bewerkstelligen.
- Het belang dat Stendhal hecht aan observatie en analyse van het individu heeft hij van de Idéologues, schrijvers zoals Cabanis en Destutt de Tracy, die de invloed van de fysiologie op het psychisch gedrag benadrukten.
- Stendhal staat bekend om de droogheid en soberheid van zijn schrijfstijl. Hij beweerde dat hij dagelijks een aantal artikelen van het Burgerlijk Wetboek, de Code Civil, las om zijn "droge" stijl te onderhouden.
- Hij schreef korte en bondige zinnen, daar hij een afkeer had van nutteloze lange zinnen vol versiersels, wat hij bestempelde als literaire charlatanerie (Fr.: charlatanisme littéraire).

## Stendhal en zijn tijdgenoten
- Stendhal was een graag gezien persoon in de beau monde van Parijs, vertoefde in literaire kringen en bezocht de salons die in de mode waren. Hij knoopte een vriendschap aan met Prosper Mérimée en verscheidene andere leden van de kring van Delescluze.
- Stendhal werd door zijn tijdgenoten over het algemeen weinig gewaardeerd, ondanks enkele lovende artikelen van o. a. Balzac. Vele tijdgenoten apprecieerden Stendhals realistisch getinte stijl niet. Vandaag de dag wordt Stendhal echter beschouwd als een van de grote figuren van de Franse letterkunde.
- Hoewel geen directe tijdgenoot was de filosoof Nietzsche (1844-1900) een groot bewonderaar van Stendhal. De ontdekking van deze Franse schrijver plaatste hij zelfs in dezelfde categorie als zijn ontdekking van Schopenhauer.